# Aphthona tamila
Aphthona tamila is een keversoort uit de familie bladkevers (Chrysomelidae). De wetenschappelijke naam van de soort werd in 2002 gepubliceerd door Konstantinov & Lingafelter.